# Jamaa el Fna

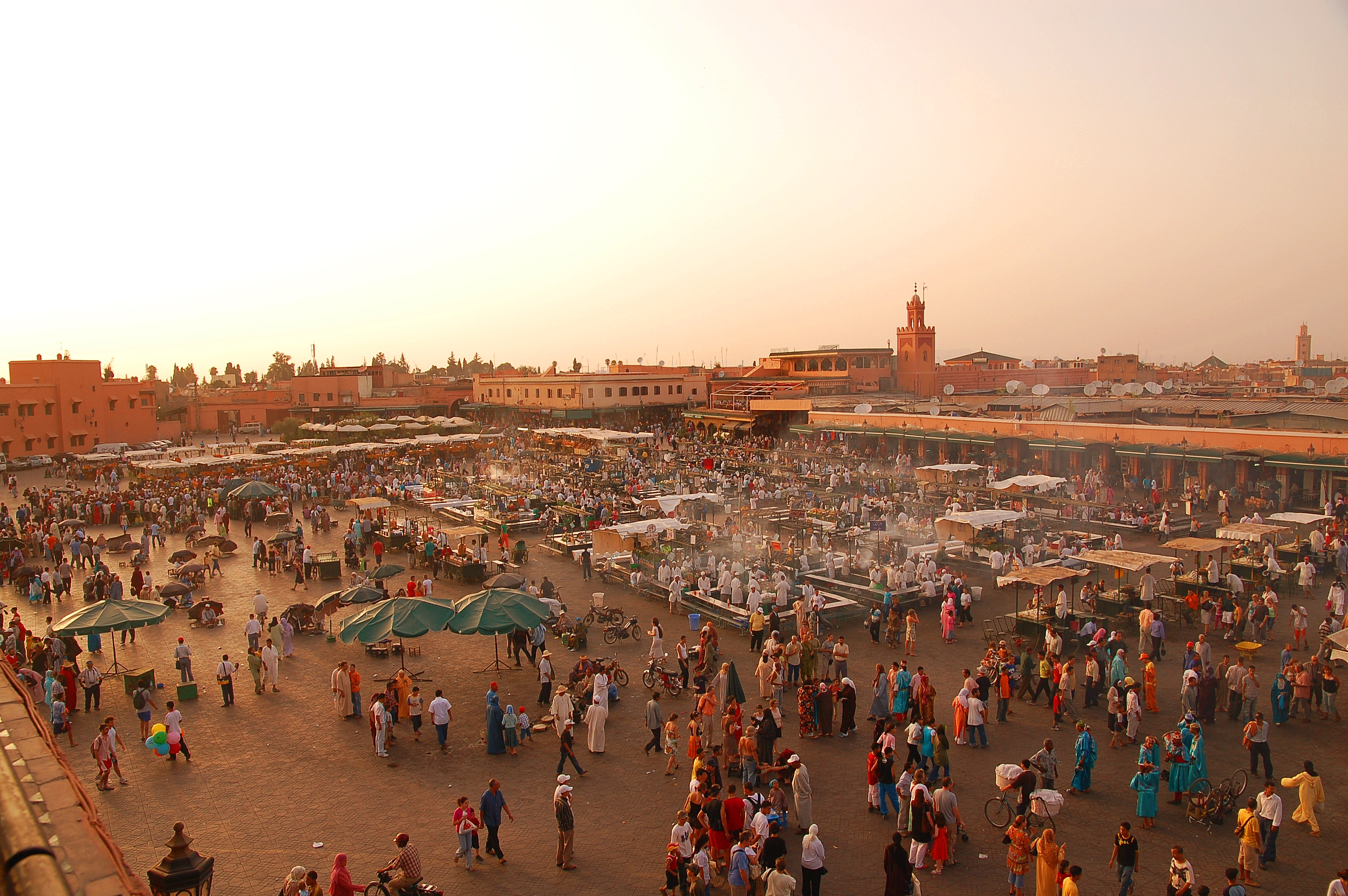
La piazza Jāmaa el-Fnā di pomeriggio.

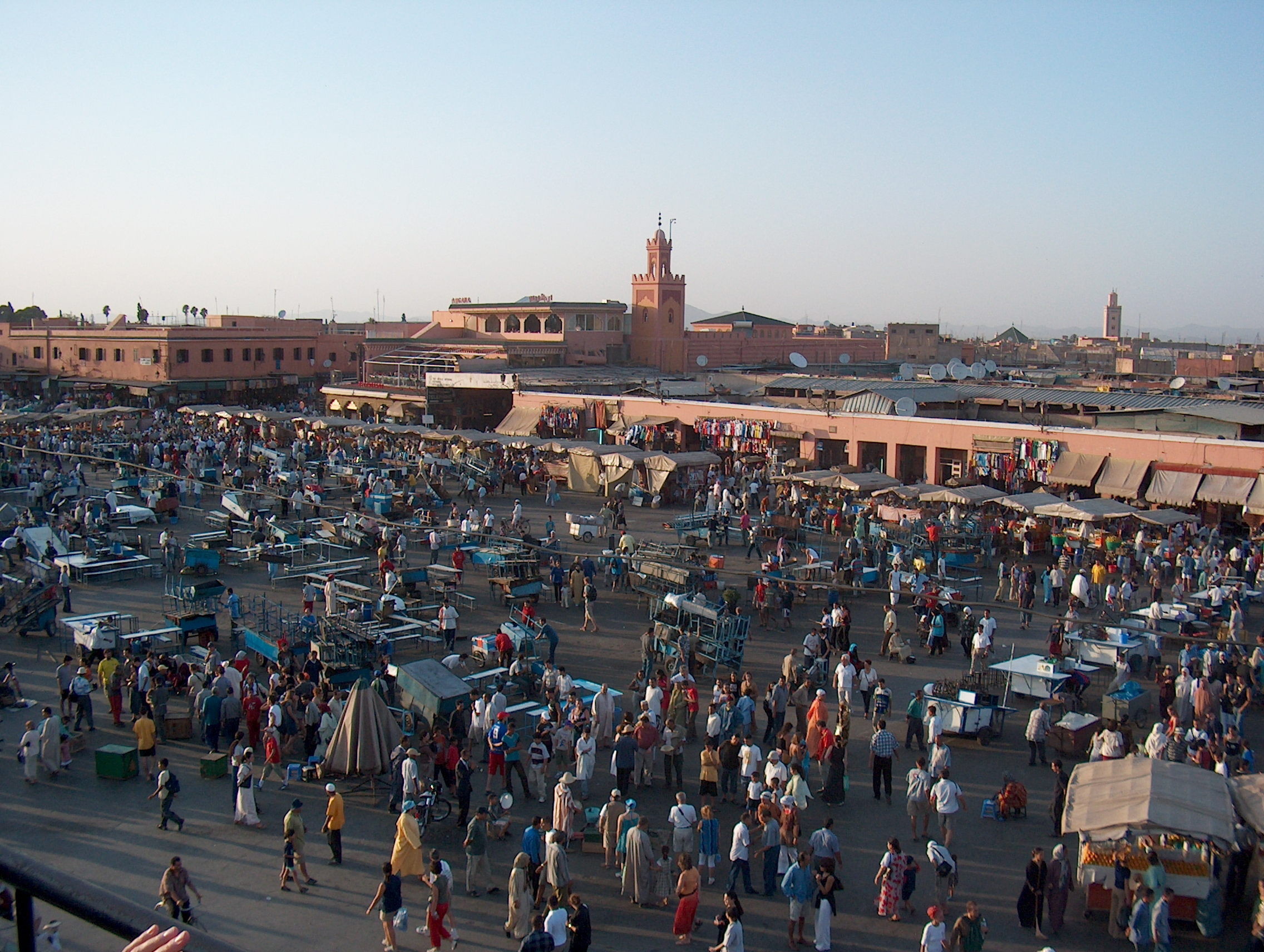
Jamaa el Fna verso la sera, guardando verso il Cafè Argana e il suq coperto.

Piazza Jamaa el Fna (in arabo: ساحة جامع الفناء sāḥa jâmiʻ al-fanâʼ (probabilmente "Piazza della moschea dell'Estinzione (della coscienza individuale), o anche Jemaa el-naa, Djema el-Fna o Djemaa el-Fnaa) è una piazza di Marrakesh, attorno alla quale si sviluppa la medina. Potrebbe essere considerata il centro vitale e caratteristico della città. Confina a nord con il quartiere dei suq e ad est con la Qasba, mentre da sud-ovest è dominata dalla moschea della Kutubiyya.

## Nome e storia
Non è nota l'origine di questa piazza né, con certezza, l'origine del nome Jāmiʿ el-Fnāʾ (in arabo جامع الفنا‎?) che potrebbe significare l'assemblea del defunto come pure la moschea del nulla (jāmiʿ significa sia "moschea" sia "assemblea", mentre la parola fanāʾ indica l'"annichilimento"). In realtà entrambe queste etimologie sono plausibili: se da un lato la piazza faceva parte di un progetto della dinastia Sadiana (mai concluso) relativo all'edificazione di una moschea, dall'altro nei secoli passati fu sede di esecuzioni capitali.

## La piazza

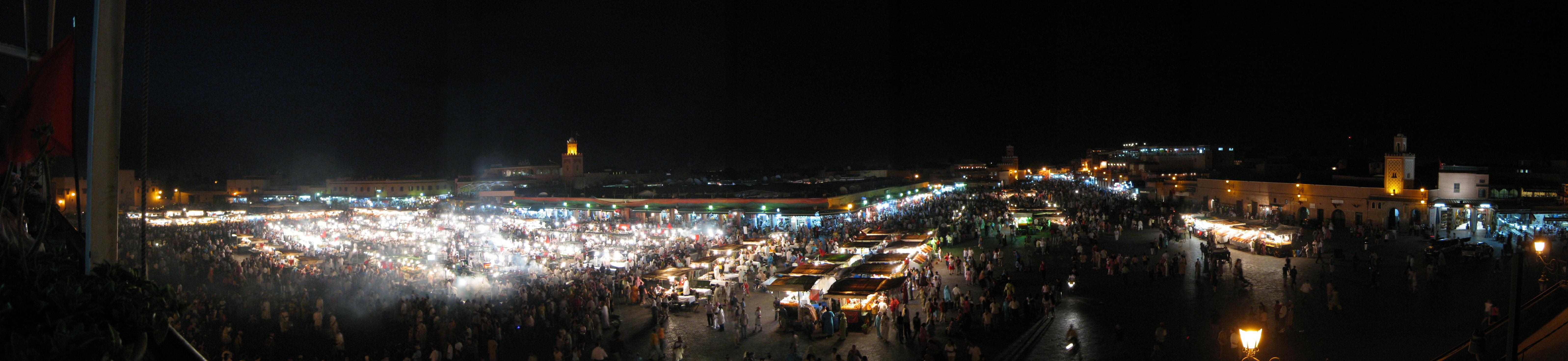
La piazza Jāmiʿ el-Fnā di notte.

L'aspetto della piazza cambia durante la giornata: di mattina e pomeriggio è sede di un vasto mercato all'aperto, con bancarelle che vendono le merci più svariate (dalle stoffe ai datteri, alle spremute d'arancia, alle uova di struzzo etc.) e "professionisti" dediti a tante attività: decoratori con l'henné, chiromanti, erboristi, cavadenti, suonatori, incantatori di serpenti, ammaestratori di scimmie di Barberia incatenate etc..

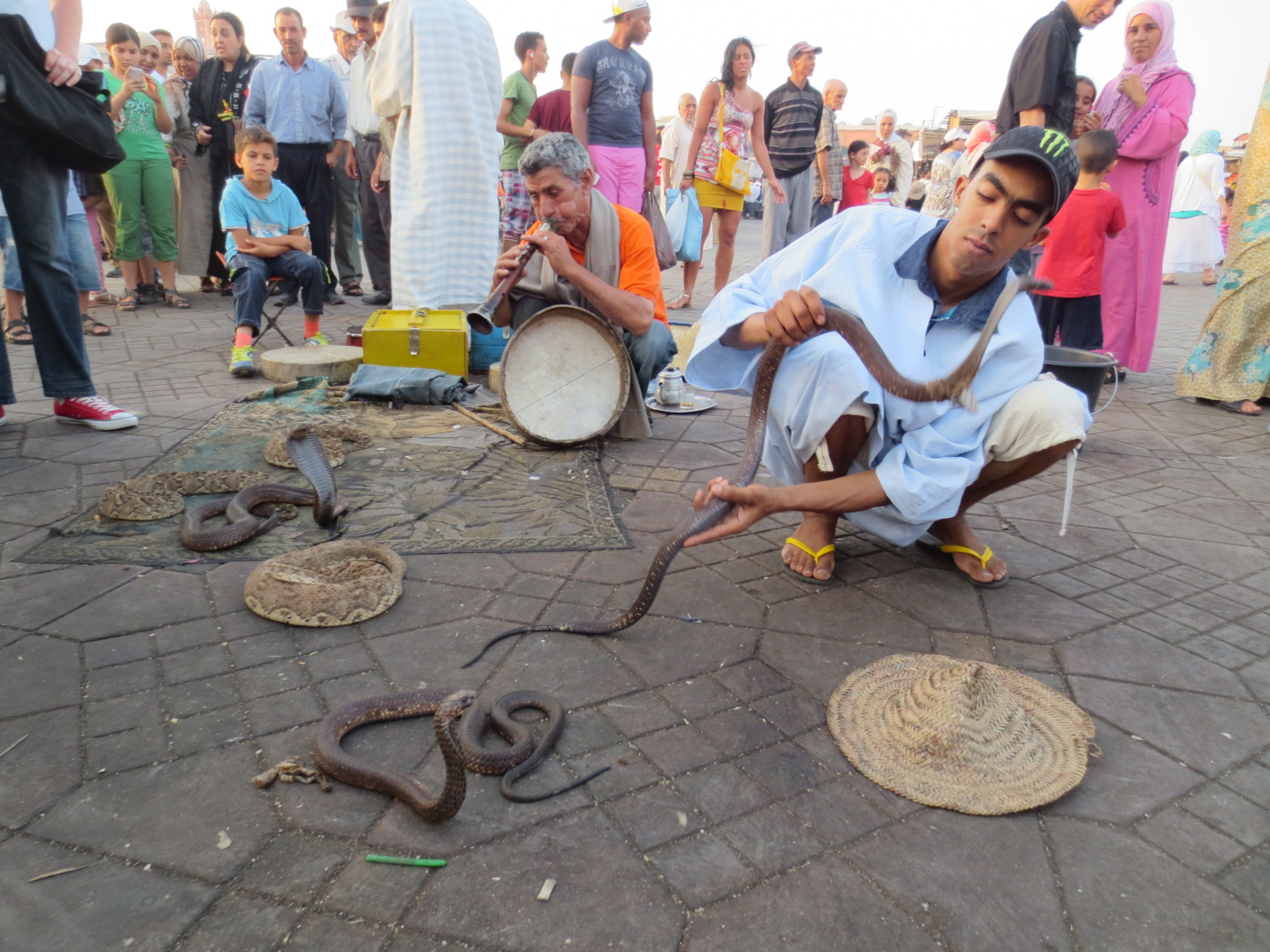
Incantatori di serpenti nella piazza

Più tardi la piazza diventa più affollata e sopraggiungono danzatori Chleuh, cantastorie (i cui racconti sono in berbero o in arabo per un pubblico del luogo), musicanti e maghi. Verso sera le bancarelle si ritirano e subentrano banchetti con tavole e panche per mangiare cibi preparati al momento.
A forma irregolare, la piazza si divide essenzialmente in due parti: la prima, più estesa, è rivolta verso la moschea della Kutubiyya, la seconda si trova nel lato nord e confina con i suq (mercati coperti, sempre ad uso dei marocchini più che per i turisti). La piazza, inoltre, è divisa in aree ben precise: dalla zona dei venditori di piante a quella dei venditori di frutta secca e ancora a quella dei venditori di lumache ecc. Su alcuni lati ci sono hotel e caffè con terrazze, che offrono un rifugio dal rumore e dalla confusione della piazza.
Un tempo stazione per i bus, è stata chiusa al traffico all'inizio del terzo millennio e la sua pavimentazione è stata rifatta.

## Patrimonio orale e immateriale dell'umanità
L'idea del progetto UNESCO riguardo ai Patrimoni orali e immateriali dell'umanità deriva dalla preoccupazione della gente per Jamaa el Fna. La piazza infatti è nota per la sua concentrazione di attività tradizionali di cantastorie, musicisti, ballerini, fachiri e incantatori di serpenti, ma era minacciata dalle pressioni dello sviluppo economico. Per proteggere queste tradizioni, la gente locale chiese un'azione a livello internazionale per riconoscere il bisogno di salvaguardare i luoghi del genere ed altre espressioni di cultura popolare e tradizionale. L'UNESCO mira a far accrescere la consapevolezza dell'importanza di tale patrimonio, orale e intangibile, come una componente essenziale della diversità culturale:
(Juan Goytisolo in un discorso rilasciato all'incontro di apertura per la Prima Dichiarazione, 15 maggio 2001)

## Attentato del 2011

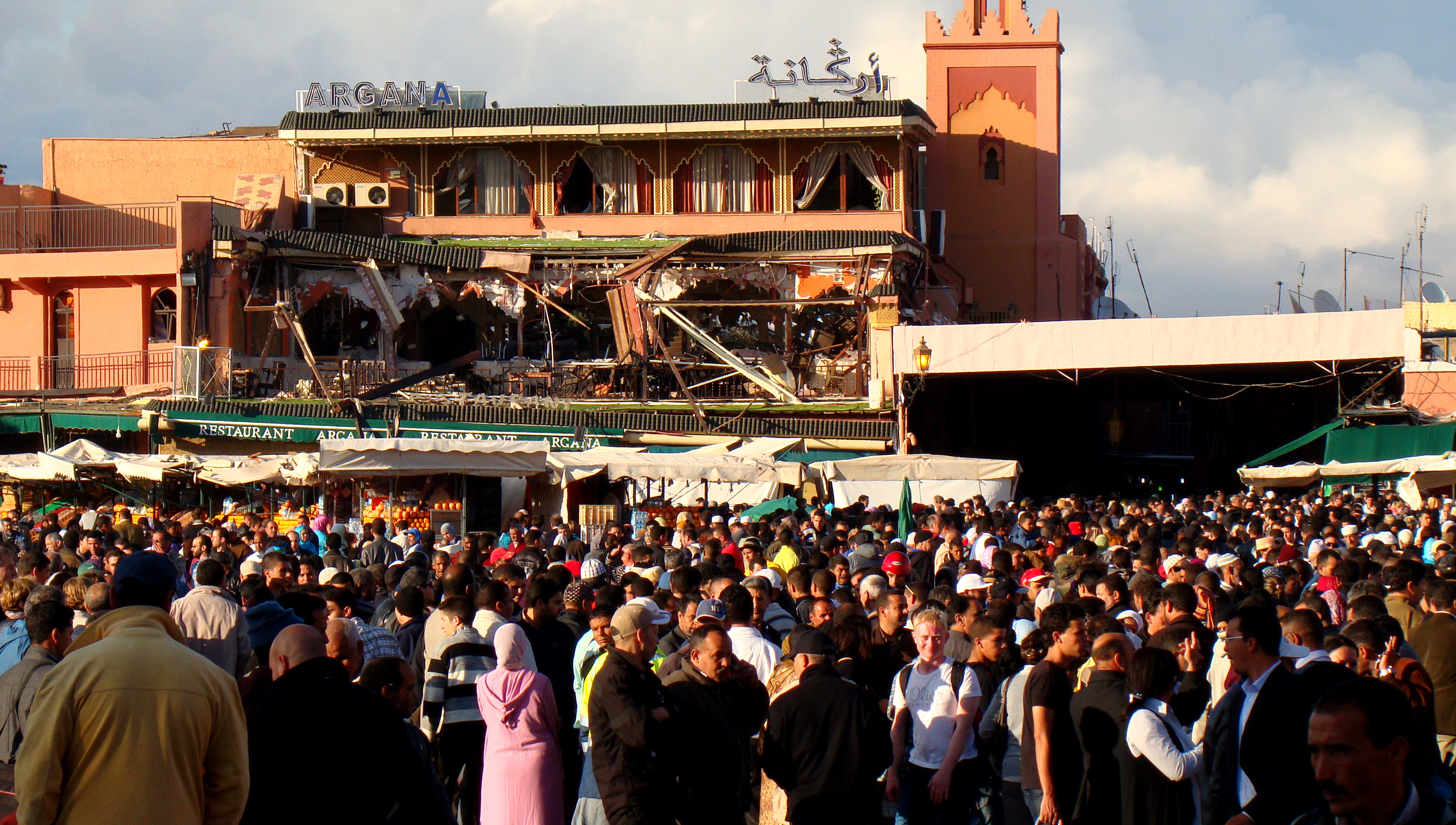
Café Argana il giorno dopo l'esplosione

Poco prima di mezzogiorno, il 28 aprile 2011 un'esplosione all'interno del Café Argana nella piazza uccise 17 persone e ne ferì altre 25. Inizialmente si pensava a un'accidentale esplosione di gas, ma più tardi vennero ritenuti responsabili dei "criminali" e dei "terroristi".

## Curiosità
- La piazza compare nel film L'uomo che sapeva troppo (1956) di Alfred Hitchcock.
- Jimmy Page e Robert Plant registrarono qui alcune canzoni e il loro DVD "No Quarter - Unledded"
- Daniele Silvestri dedica alla piazza una strofa della canzone "La mia casa" pubblicata nell'album Acrobati (2016).